# ثقب شائك
الثقب الشائك أو (ثقب شائك) هو واحد من الثقبين الواقعين في قاعدة الجمجمة البشرية، على العظمة الوتدية. وهو يقع أمام شوكة العظمة الوتدية [الإنجليزية]، وبجانب الثقب البيضاوي.كل من الشريان السحائي الأوسط، والوريد السحائي الأوسط والفرع السحائي التابع لعصب الفك السفلي يعبر من خلال هذا الثقب. يستخدم الثقب الشائك كعلامة في جراحة الأعصاب، وذلك بسبب علاقته بالثقوب الجمجمية. وقد وصفت لأول مرة عن طريق الدكتور يعقوب بنيجنوس وينسلو في القرن الثامن عشر.

## التركيب
الثقب الشائك هو ثقب يعبر خلال العظمة الوتدية ويقع في وسط الحفرة الجمجمية. هو واحد من اثنين من الثقوب التي في الجناح الأكبر للعظمة الوتدية. الثقب البيضاوي واحد من اثنين من هذه الثقوب، وهو يقع مباشرة أمام الثقب الشائك لكنه أقرب لوسط الجمجمة. شوكة الوتد مائلة قليلاً إلى وسط الجمجمة وخلف الثقب الشائك. بجانب هذا الثقب حفرة الفك السفلي وفي خلفه قناة النفير (قناة أوستاكيوس).

## الاختلافات
الثقب الشائك يختلف في الحجم والموقع. نادراً ما يكون الثقب غير موجود، لكن عادة ما يكون ذا طريق واحد، وبهذه الحالة يدخل الشريان السحائي الأوسط إلى تجويف الجمجمة عن طريق الثقب البيضاوي. قد يحدث أن يكون هذا الثقب غير مكتمل، وهذه الحالة موجودة في نصف البشر تقريباً. وبالعكس أيضا، في نسبة قليلة من البشر (أقل من 1٪)، قد يحدث وأن يكون بدل ثقب واحد ثقبين اثنين، وهذا يحدث خاصة إذا كان الشريان السحائي الأوسط منقسماً إلا شريانين اثنين.
قد يمر هذا الثقب في العظمة الوتدية من خلال قمة الزوائد الشوكية، أو على طول سطحها الأوسط.

## النمو والتطور
في الطفل حديث الولادة، يبلغ طول الثقب الشائك حوالي 2.25 ملم أما في البالغين فيبلغ تقريباً 2.56 ملم. أما من ناحية العرض فهو تقريباً 1.05 إلى 2.1 ملم في البالغين. يبلغ معدل طول القطر لهذا الثقب حوالي 2.63 ملم تقريباً .
إن أبكر فترة عمرية لرؤية الثقب الشائك في قمة دائريته هي في سن الثمانية أشهر وخلال السبع سنوات الأولى وذلك قد اكتشف بعد دراسة أجريت على الثقب الدائري والثقب البيضاوي والثقب الشائك. غالبية الثقوب الجمجمية المدروسة كانت دائرية الشكل. اشتق الرباط الوتدفكي من القوس البلعومي الأول وغالباً ما يكون متصلاً بعظمة الشوكة الوتدية، وقد يكون في حافة هذه الحفرة.

## المرجع
1- Krayenbühl, Niklaus; Isolan, Gustavo Rassier; Al-Mefty, Ossama (2 August 2008). "The foramen spinosum: a landmark in middle fossa surgery". Neurosurgical Review 31 (4): 397–402. doi:10.1007/s10143-008-0152-6.
2-Drake, Richard L.; Vogl, Wayne; Tibbitts, Adam W.M. Mitchell; illustrations by Richard; Richardson, Paul (2005). Gray's anatomy for students. Philadelphia: Elsevier/Churchill Livingstone. (ردمك 978-0-8089-2306-0).
3- "Illustrated Encyclopedia of Human Anatomic Variation: Opus V: Skeletal Systems: Cranium – Sphenoid Bone". Illustrated Encyclopedia of Human Anatomic Variation. Retrieved 2006-04-10.
4-Lang J, Maier R, Schafhauser O (1984). "Postnatal enlargement of the foramina rotundum, ovale et spinosum and their topographical changes". Anatomischer Anzeiger 156 (5): 351–87. ببمد: 6486466
5-Yanagi S (1987). "Developmental studies on the foramen rotundum, foramen ovale and foramen spinosum of the human sphenoid bone". The Hokkaido Journal of Medical Science 62 (3): 485–96. ببمد: 3610040
6-Ort, Bruce Ian Bogart, Victoria (2007). Elsevier's integrated anatomy and embryology. Philadelphia, Pa.: Elsevier Saunders. p. Elsevier’s Integrated Anatomy and Embryology. (ردمك 978-1-4160-3165-9).
7-Braga, J.; Crubézy, E.; Elyaqtine, M. (1998). "The posterior border of the sphenoid greater wing and its phylogenetic usefulness in human evolution". American Journal of Physical Anthropology 107 (4): 387–399. doi:10.1002/(SICI)1096-8644(199812)107:4<387::AID-AJPA2>3.0.CO;2-Y. ببمد: 9859876